# Foucrainville
Foucrainville ist eine französische Gemeinde mit 92 Einwohnern (Stand: 1. Januar 2022) im Département Eure in der Region Normandie. Sie gehört zum Arrondissement Évreux und zum Kanton Saint-André-de-l’Eure. Die Einwohner werden Foucrainvillois und Foucrainvilloises genannt.

## Geografie
Foucrainville liegt etwa 18 Kilometer ostsüdöstlich von Évreux. Umgeben wird Foucrainville von den Nachbargemeinden Fresney im Norden und Nordwesten, Bretagnolles im Nordosten, Serez im Osten, Mousseaux-Neuville im Süden und Südosten sowie Saint-André-de-l’Eure im Westen und Südwesten.

## Einwohner
| Jahr      | 1962 | 1968 | 1975 | 1982 | 1990 | 1999 | 2006 | 2013 | 2020 |
| --------- | ---- | ---- | ---- | ---- | ---- | ---- | ---- | ---- | ---- |
| Einwohner | 57   | 56   | 51   | 47   | 67   | 67   | 78   | 79   | 91   |

## Sehenswürdigkeiten
- Kirche Sainte-Waldeburge